# Topographisches Lexicon des Königreiches Bayern
Das Topographische Lexicon des Königreiches Bayern ist ein Verzeichnis, das von J. C. Ursprung zusammengestellt und 1863 veröffentlicht wurde. Der vollständige Titel lautet „Topographisches Lexicon des Königreiches Bayern eingetheilt nach den sämmtlichen acht Regierungsbezirken nebst einem angefügten Register, enthaltend die hierin vorkommenden Städte, Dörfer, Weiler und Einöden.“

## Werkbeschreibung
Veranlasst wurde das Werk durch die Verwaltungsreform des Königreiches Bayern, die am 1. Juli 1862 in Kraft trat. Dadurch wurde Verwaltung und Justiz getrennt. Für die Verwaltung wurden die Bezirksämter neu eingeführt.
Das Werk besteht aus einer Auflistung der im Königreich Bayern inbegriffenen Bezirks-, Land- und Stadtgerichten sowie den Bezirksämtern (S. 1–28) und den acht Regierungsbezirken mit jeweils alphabetischen Ortslisten (S. 28–585). Mit eigener Seitennummerierung folgt ein Register (S. 1–83), ein Nachtrag (S. 84–86), eine Berichtigung (S. 86 und 88) und ein Abkürzungsverzeichnis (S. 87).
Ein Vergleich mit dem 1840 erschienenen Verzeichnis Das Königreich Bayern ergibt, dass die Klassifizierung der Ortstypen (Einöde, Weiler, Kirchweiler, Dorf, Kirchdorf, Pfarrdorf, Markt und Stadt), deren Schreibweise und Sortierung (nach Stammwort: Vorsilben wie Alt-, Neu-, Groß-, Klein-, Ober-, Unter- werden daran angehängt) ohne jegliche Änderung übernommen wurde. Es weist auch exakt dieselbe Unvollständigkeit bei den sonstigen Orten auf. 
Die Regierungsbezirke werden ebenfalls in der Reihenfolge Oberbayern (S. 29–113), Niederbayern (S. 113–174), Pfalz (S. 175–208), Oberpfalz und Regensburg (S. 208–265), Oberfranken (S. 265–322), Mittelfranken (S. 323–388), Unterfranken und Aschaffenburg (S. 388–475), Schwaben und Neuburg (S. 475–585) abgehandelt. In den jeweiligen alphabetischen Listen der Orte wird lediglich angegeben, welches Bezirksamt, Land- und Bezirksgericht für den Einzelort zuständig ist. 
Der Nachtrag bietet ergänzend eine Liste der Baubehörden, Rentämter und Forstämter in Gesamtbayern und der Notariate in der Pfalz.

## Kritik
Da das Gerüst von Das Königreich Bayern unverändert übernommen wurde, ergeben sich die gleichen Probleme wie dort.

## Ausgabe
- J. C. Ursprung: Topographisches Lexicon des Königreiches Bayern. Stahel’sche Buch- und Kunsthandlung, Würzburg 1863 (Digitalisat).